# 法雲寺 (渋谷区)
法雲寺（ほううんじ）は、東京都渋谷区広尾にある日蓮宗の寺院。山号は広栄山。旧本山は広島市東区の國前寺、潮師法縁。境内には白鴎観音堂と白鴎観世音菩薩由来碑がある。江戸時代には広島藩浅野家（赤穂藩浅野家の本家）の保護で栄え、この関係から当寺過去帳には赤穂義士の戒名を載せる。

## 歴史
寛永7年（1630年）麻布今井町（現在の港区内）に日校を開山に創建。享保12年（1727年）付近の今井谷町に移転。宝暦年間（1751年-1764年）桜田町に移転。明治34年（1901年）現在地へ移転した。

## 境内
- 本堂
- 高木三郎の墓所　- 庄内藩士、外交官

## 歴代
- 日校

## 参考資料
- 日蓮宗寺院大鑑編集委員会『宗祖第七百遠忌記念出版 日蓮宗寺院大鑑』大本山池上本門寺 (1981年)
- 渋谷区史